# 健速神社 (高島市)
健速神社（たてはやじんじゃ）は、滋賀県高島市新旭町饗庭にある神社である。本殿は、古墳の上に建っている。

## 神紋
- 桜

## 祭神
- 須佐之男命
- 大国主命

## 境内社等
- 琴平神社（祭神は大物主神）
- 稲荷神社（祭神は保食神）
- 波爾布神社遙拝所

## 文化財等
- 健速神社古墳群

## 歴史
創祀年代は不詳とされるが、天平宝字7年（763年）にこの地を治めていた豪族の木津忌寸氏が遠祖である大忌寸神（阿知使主のことと言う）を祀ったことが始まりであるとの伝えもある。
応永29年（1422年）木津荘検注帳には栗毛社（くりげのやしろ）として記載されている。安永2年（1773年）、疫病が流行した際に祇園牛頭天王を勧請したとされる。
慶応4年（1868年）に現社名に改め、村社に列格した。明治年間まで、「大神事仲間」「小神事仲間」「平」と言われる宮座が存在していた。

## 祭り
- 歳旦祭
- 祈年祭
- 例祭
- 新嘗祭

## 周辺
- 木津港跡
- 木津浜
  - 竹生島遥拝所跡碑
- 木津一里塚
- 廣樹院
- 波爾布神社
- 木津古代製鉄遺跡
- NPO法人クマノヤマネット
- 若宮八幡社
- 覺傳寺
- 大國主神社
- 妙正寺